# Medijastinoskopija
Medijastinoskopija je invazivna dijagnostička metoda za direktno eksplorisanje medijastinalnih
struktura ili struktura sredogruđa. Najčešce se koristi u okviru stejdžinga karcinoma bronha i određivanja N2 odnosno N3 zahvaćenosti limfnih čvorova.

## Opšte informacije
Medijastinoskopija je zlatni standard za histološki stejdžing kod karcinoma bronha i zahvaćenosti limfnih čvorova sredogruđa. Međutim zahvaljujući ovoj metodi, moguća je,  kompletna dijagnostika svih patoloških stanja u grudnom košu, bilo da je reč o plućima, dijafragmi, ili medijastinumu.
Ova metoda primenjuje se za dijagnostikovanje različitih patoloških stanja u grudnom košu, koja izazivaju promene u medijastinalnim limfnim čvorovima, najčešće da bi se procenilo da li su oni zahvaćeni malignim procesom i u zavisnosti od toga planirala dalja operacija. Koristi se i za tumore locirane iza grudne kosti, pa se uz pomoć ove aparature radi biopsija. Vrlo je važno da se uradi i biopsija, tih žlezda, zbog malignih oboljenja. Kad se šire lokalno, to se prvo dešava u limfnim čvorovima, od čega zavisi dalje lečenje. Zbog brzog i tačnog postavljanja dijagnoze, ova metoda ima izvanredan značaj.

## Postupak
Kako spada u grupu invazivna metoda, izvođenje medijastinoskopije zahteva opštu anesteziju, intervenciju u hirurškoj sali i hospitalizaciju pacijenta nakon intervencije.
Medijastinoskopija započinje malim rezom koji se pravi pri bazi vrata, kroz koji se uz pomoć video-sistema, ulazi u sredogruđe.
Medijastinoskopijom se može pristupiti:
- Pozicija 1 i 3 — pretrahealnim limfnim čvorovima.[17]
- Pozicije 2 i 4 levo i desno — obostrano visokim i niskim paratrahealnim limfnim čvorovima.[18]
- Pozicija 7 — subkarinalnim limfnim čvorovima

Limfni čvorovi medijastinuma koji se ne mogu uzorkovati ovom metodom su
- Pozicija 5 — aortopulmonalni čvorovi,
- Pozicija 6 — paraaortalni čvorovi,
- Pozicija 8 — paraezofagealni čvorovi,
- Pozicija 9 — limfni čvorovi plućnog ligamenta.[19]

## Kontrainikacije
Kontraindikacije za izvođenje medijastinoskopije su:
- sindrom gornje šuplje vene,
- ranije zračenje medijastinuma,
- središnja sternotomija,
- traheostomija i
- aneurizma aortnog luka.

## Komplikacije
Komplikacije nakon medijastinoskopije se javljaju u <1% bolesnika, i mogu biti:
- krvarenje,[7]
- infekcija,
- paraliza glasnica zbog oštećenja n. recurensa,
- hilotoraks nastao povredom duktusa toracikusa,
- pneumotoraks.[24]

Bez obzira na komplikacije gore opisane,  medijastinoskopija i njene varijante mogu se svrstati u minimalno invazivne hirurške metode, što je posebno važno za operativne zahvate dijagnostičke prirode.
Preduslovi za sigurno obavljanje medijastinoskopije je dovoljno iskustva hirurga i dobro poznavanje anatomije medijastinuma.

## Literatura
- Лукомский Г. И., Шулутко М. Л. Медиастиноскопия. — М.: Медицина, 1971.

## Spoljašnje veze
- Medijastinoskopija i medijastinotomija

|  | Molimo Vas, obratite pažnju na važno upozorenje u vezi sa temama iz oblasti medicine (zdravlja). |